# Frieder Lippmann

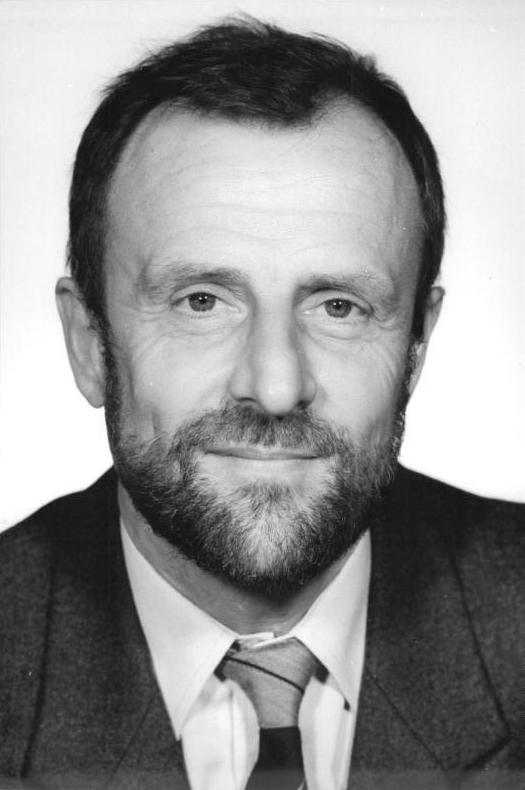
Frieder Lippmann, 1990

Frieder Lippmann (* 3. September 1936 in Dorfchemnitz; † 18. September 2023) war ein deutscher Politiker (SPD) und thüringischer Landtagsabgeordneter.

## Leben und Beruf
Frieder Lippmann war verheiratet und hatte zwei Kinder. Von 1943 bis 1955 besuchte er die Grund- und Oberschule, die er mit dem Abitur abschloss. Anschließend arbeitete er nach einem Bergmannspraktikum zunächst bis 1958 als Hauer im sächsischen Steinkohlen- und Erzbergbau. Danach besuchte er bis 1960 die Bergingenieurschule Zwickau, welche er mit dem Abschluss als Bergingenieur verließ. Im Anschluss daran war Lippmann bis 1965 im Steigerdienst der Eisenerzgrube Schmiedefeld (Maxhütte) tätig. Gleichzeitig absolvierte er bis 1969 ein Fernstudium an der Bergakademie Freiberg. Von 1965 bis zum März 1990 arbeitete Lippmann als wissenschaftlicher Mitarbeiter, später als Gruppenleiter für Projektierung im Forschungsinstitut für Roheisenerzeugung bzw. des Wissenschaftlich-Technischen Instituts in Unterwellenborn.
Er verstarb am 18. September 2023.

## Politischer Werdegang
Bis in den Wendeherbst 1989 war Lippmann parteilos. Im Oktober 1989 trat er in die neu gegründete SDP ein. Zwischen 1990 und 2012 gehörte Lippmann dem SPD-Ortsvorstand Saalfeld an. Ab Februar 1990 war er für einige Zeit Mitglied des SPD-Landesvorstandes Thüringen. Bei den ersten freien Volkskammerwahlen am 18. März 1990 trat Lippmann im Wahlkreis Gera auf dem Listenplatz 2 an. Da die SPD in diesem Wahlbezirk 3 Mandate gewann, gehörte Lippmann vom März bis Oktober 1990 der Volkskammer als SPD-Abgeordneter an.

Nach der Auflösung der Volkskammer ging Lippmann in die Landespolitik und kandidierte zu den ersten Thüringer Landtagswahlen am 14. Oktober 1990. Über die Landesliste errang Lippmann ein Landtagsmandat. In der Folge wurde Lippmann bei den Landtagswahlen 1994 und 1999 erneut als Landtagsabgeordneter gewählt. Zwischen 1990 und 1994 fungierte er dabei als stellvertretender SPD-Fraktionsvorsitzender, zwischen 1994 und 1999 war er SPD-Fraktionsvorsitzender. Danach war er als wirtschaftspolitischer Sprecher seiner Fraktion. 2004 trat Lippmann nicht mehr zu Landtagswahl an. Allerdings war er bereits als ab 1999 als Stadtrat in seiner Heimatstadt Saalfeld tätig und fungierte bis zum Mai 2014 als SPD-Fraktionsvorsitzender im Saalfelder Stadtrat und als ehrenamtlicher 2. Beigeordneter. Lippmann war Vereinsmitglied im VTI Saalfeld und im TITK Schwarza (bei Rudolstadt).